# Chathamstrandskata
Chathamstrandskata (Haematopus chathamensis) är en starkt hotad vadarfågel i familjen strandskator som enbart förekommer i de nyzeeländska Chathamöarna.

## Utseende
Chathamstrandskatan är en 48 centimeter lång vadarfågel, liksom andra strandskator svartvit med korta och tjocka ben. Huvud, hals, ovansida och övre delen av bröstet är vitt, medan undersidan är vit med suddig kant mot det svarta. Den tjocka och långa näbben är röd, benen rosafärgade och runt ögat syns en orange ögonring. Den liknande arten australisk strandskata (H. longirostris) som tillfälligt påträffats i Chathamöarna har tydligare gräns mellan den vita undersidan och det svarta bröstet samt har längre näbb och mer gracila ben och fötter.

## Utbredning och systematik
Fågeln förekommer som namnet avslöjar endast i ögruppen Chathamöarna väster om Nya Zeeland, på öarna Chatham, Auckland, Rangatira och Pitt. Den behandlas som monotypisk, det vill säga att den inte delas in i några underarter.

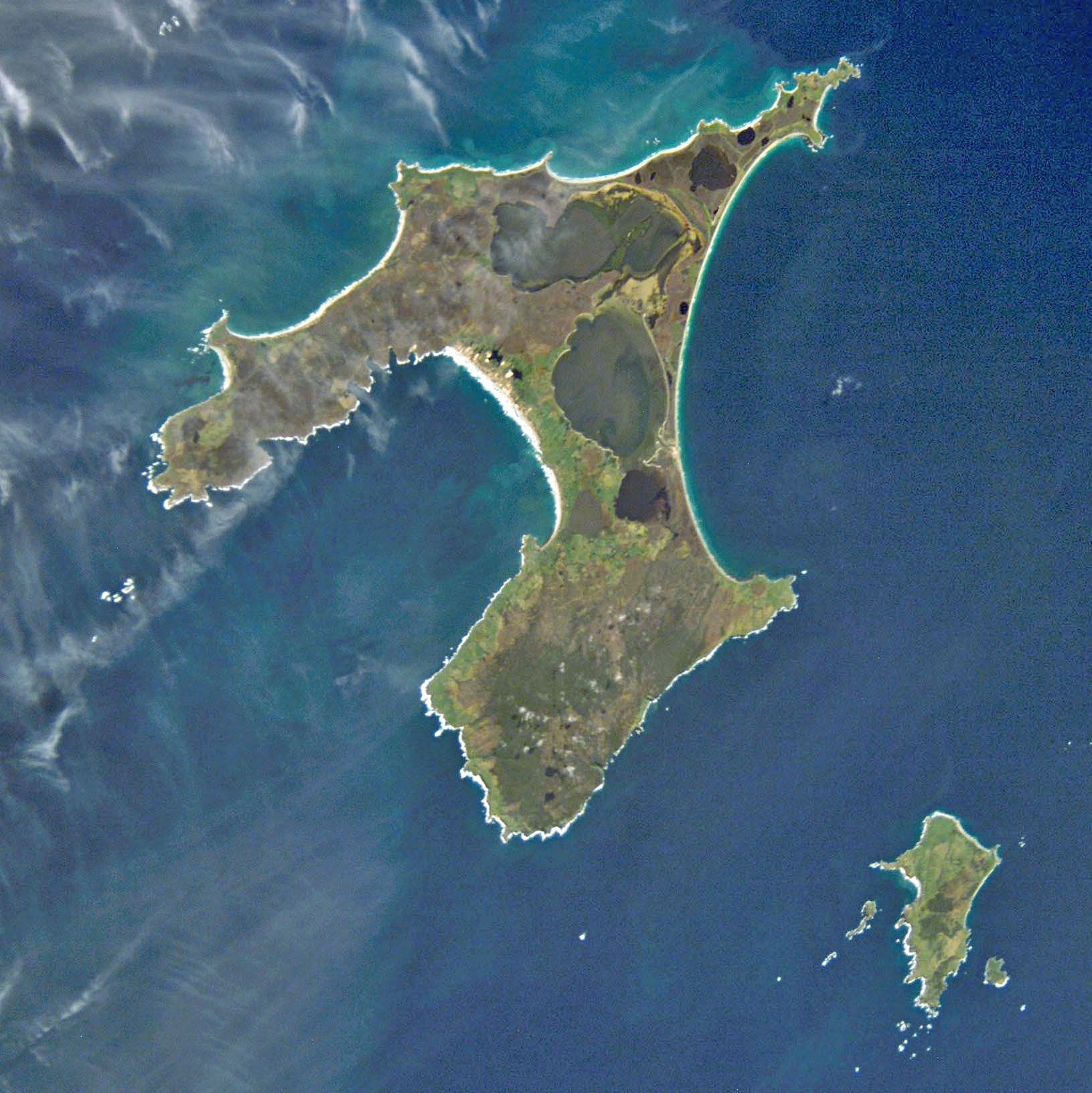
Flygbild över Chathamöarna, vilket är det enda området där arten förekommer.

## Levnadssätt
Chathamstrandskatan återfinns utmed kusterna på både klippiga och sandiga stränder, men kan på Chathamön och Pitt också ses födosöka i fuktiga gräsmarker en bit inåt land. Den lever huvudsakligen av mollusker och havslevande maskar. Den äldsta påträffade fågeln var över 30 år gammal.

### Häckning
Arten häckar i en uppskrapad grov på stranden, tillfälligtvis bland växtligthet där den lägger två till tre ägg. Den börjar häcka vid tre års ålder. Häckningsframgången varierar stort.

## Status
IUCN kategoriserar arten som starkt hotad på grund av sin mycket begränsande värdspopulation. Den har dock ökat betänkligt i antal tack vare bevarandeinsatser. Från att beståndet uppskattats till endast 100-110 individer 1987-1988 räknades ett minimiantal av 309 fåglar 2014, varav 85% av populationen tros finnas på huvudön Chatham. Det största hotet mot arten är predation från invasiva djurarter, framför allt katt. Dock varierar beståndet kraftigt på predatorfria öar.